# أفرو 707
طائرة أفرو 707 (المعروف أيضا باسم طراز 707) هي من الطائرات البريطانية التجريبية بنيت لاختبار طائرات من دون ذنب وبجناح مثلث سميك من أجل تطوير طائرة قاذفة القنابل أفرو 698 التي عرفت فيما بعد باسم فولكان ولا سيما تأثير السرعات المنخفضة. تم تصميمها لتكون الديناميكية الهوائية ثلث حجم نسخة فولكان.

## المشغلون
- القوات الجوية الملكية الأسترالية
- مختبرات أبحاث الطيران في أستراليا
- إنشاء وتسليح الطائرات التجريبية
- إنشاء الطائرات الملكية

## المواصفات
الخصائص العامة
- الطاقم: إثنين: مدرب ومتدرب
- الطول: 42 قدم 4 بوصة (12.90 م)
- باع الجناح: 34 قدم 2 بوصة (10.41 م)
- الارتفاع: 11 قدم 7 in (3.53 م)
- مساحة الجناح : 420 قدم² (39 م²)
- الوزن فارغة: رطل (كغ)
- الوزن محملة: 10,000 رطل (4,535 كغ)

الأداء
- السرعة القصوى: 403 كعقدة (464 ميل/س, 747 كم/س)
- حمولة الجناح: 22.6 رطل/قدم² (110 كغ/م²)